# Leucania infatuans
Leucania infatuans är en fjärilsart som beskrevs av John G. Franclemont 1972. Leucania infatuans ingår i släktet Leucania och familjen nattflyn. Inga underarter finns listade i Catalogue of Life.